# Романова, Ксения Георгиевна
Ксения Георгиевна (22 августа 1903, Михайловское, Санкт-Петербургская губерния — 17 сентября 1965, Глен-Ков, Нью-Йорк) — княжна императорской крови, младшая дочь Великого князя Георгия Михайловича и Великой княгини Марии Георгиевны, урождённой принцессы Греческой и Датской, правнучки Николая I.

## Биография
Ксения Георгиевна родилась 9 (22) августа 1903 года в Михайловском, близ Петергофа.
С началом революции Ксения вместе с матерью и сестрой покинула Россию. Во время Первой мировой войны они жили в Англии.
В 1921 году в Париже Ксения Георгиевна вышла замуж за Уильяма Лидса (1902—1971), сына промышленника Уильяма Лидса и Нони Мэй Стюарт. У супругов родилась дочь Нэнси Лидс (1925—2006), жена Эдварда Винкупа-младшего, имела единственную дочь.
В 1930 году супруги развелись.
В 1946 году в Хиксвилле (штат Нью-Йорк, США) Ксения Георгиевна вторично вышла замуж за коммерсанта Хермана Джада (1911—1987).
Последние годы жизни Ксения Георгиевна провела в США, в городе Глен-Ков, где и умерла 17 сентября 1965 года.

## Комментарии
1. ↑  Михайловское[3], Михайловский[4] в составе Ропшинской волости Петергофского уезда; ныне — дворцово-парковый ансамбль в Петергофе.